# مليندا هاينز
مليندا هاينز (بالإنجليزية: Melinda Haynes)‏ (3 ديسمبر 1955، هاتيسبورغ في الولايات المتحدة)؛ روائية أمريكية.